# Cecidomyia grossulariae
Cecidomyia grossulariae är en tvåvingeart som först beskrevs av Fitch 1855.  Cecidomyia grossulariae ingår i släktet Cecidomyia och familjen gallmyggor.
Artens utbredningsområde är New York. Inga underarter finns listade i Catalogue of Life.